# Studio per la copertina di Minotaure
Studio (o Maquette) per la copertina di Minotaure è un'opera realizzata con collage di matita su carta, cartone ondulato, carta argentata, nastro, carta da parati, centrino di carta, foglie di lino bruciate, bullette e carboncino su legno, di misura cm 48,5x41 cm) realizzata nel 1933 dal pittore spagnolo Pablo Picasso. È conservata al Museum of Modern Art
di New York.
Questo è lo studio di quella che fu la copertina del primo numero della rivista Minotaure del 1º giugno 1933. Nel primo numero era incluso un saggio che esaltava i collage di Picasso, a seguito del quale l'artista decise di realizzare la copertina proprio con la tecnica tanto elogiata.